# Грошич, Дьюла
Дью́ла Гро́шич (венг. Grosics Gyula, венгерское произношение [ˈɟulɒ ˈɡroʃitʃ]; 4 февраля 1926, Дорог — 13 июня 2014) — венгерский футболист, вратарь сборной Венгрии. Участник «Золотой команды» 1950-х годов. Считается одним из лучших вратарей всех времён.

## Биография
Являлся голкипером сборной Венгрии, которая на протяжении четырёх лет (1950—1954) считалась непобедимой. Иногда действовал на поле на позиции «либеро», то есть в качестве дополнительного защитника. На клубном уровне выступал за «Гонвед». В высшем дивизионе чемпионата Венгрии провёл 360 матчей.
Чемпион Олимпийских игр 1952 года. Лучший вратарь в истории венгерского футбола. Спортсмену неоднократно предлагали выгодные контракты многие зарубежные клубы, включая бразильский «Фламенго», однако он предпочел остаться на родине со своей семьей.
В составе национальной сборной стал серебряным призёром чемпионата мира по футболу 1954 года в Швейцарии. Через четыре месяца после этого успеха футболист был арестован и отдан под суд по обвинению в шпионаже. Он был помещен под домашний арест в течение нескольких месяцев трижды в неделю подвергался допросам в тюрьме. Затем был отправлен в провинциальный клуб «Татабанья».
При этом, несмотря на все трудности, венгерская сборная продолжала играть на высоком уровне. В период с июля 1954 г. по февраль 1956 гг. она из 19 игр выиграла 16 и три свела в ничью. И только после Венгерских событий 1956 г. «команда мечты» начала 1950-х гг распалась.
Впоследствии принимал участие в первенствах мира 1958 и 1962 гг., которые, впрочем, оказались неудачными для сборной Венгрии. В 1962 г. он оставался последним действующим футболистом из «серебряного» состава континентального первенства 1954 г. В общей сложности на чемпионатах мира он провел за сборную 13 матчей.
Когда Грошичу исполнилось 82, руководители «Ференцвароша» узнали о его плачевном финансовом положении, и заключили с ним пожизненный контракт. В 2008 году он появился на поле на несколько минут в товарищеском матче «Ференцвароша» против «Шеффилд Юнайтед». За Грошичем в «Ференцвароше» навечно закреплен первый номер.
В декабре 1953 года награждён орденом Труда «за достижения в области футбола и ряд одержанных побед» и за победу над сборной Англии в выездной товарищеской игре.

## Достижения

### Командные
- Олимпийский чемпион: 1952
- Вице-чемпион мира: 1954
- Обладатель Кубка Центральной Европы: 1953
- Чемпион Венгрии: 1950, 1952, 1954, 1955

### Личные
- Футболист года в Венгрии: 1950
- Вошёл в число лучших вратарей мира XX века (№ 18).